# Chanita
Chanita (hebrejsky חֲנִיתָה, v oficiálním přepisu do angličtiny Hanita) je vesnice typu kibuc v Izraeli, v Severním distriktu, v Oblastní radě Mate Ašer.

## Geografie
Leží v nadmořské výšce 327 metrů, na západním okraji Horní Galileji, cca 6 kilometrů od břehů Středozemního moře a přímo na libanonských hranicích. Je situována na východním okraji hřbetu Reches ha-Sulam, který vybíhá ze západní Galileji hluboko do pobřežní planiny a odděluje ji od území Libanonu. Poblíž vesnice začíná také vádí Nachal Chanita, které pak po jižním úpatí tohoto hřbetu směřuje k Středozemnímu moři. Na jižní straně terén prudce klesá do údolí Bik'at Šefa.
Obec se nachází 2 kilometry severovýchodně od města Šlomi, cca 117 kilometrů severoseverovýchodně od centra Tel Avivu a cca 35 kilometrů severovýchodně od centra Haify. Chanitu obývají Židé, přičemž osídlení v tomto regionu je zcela židovské. Centrální oblasti Galileji, které obývají izraelští Arabové nebo Drúzové, leží dál k jihovýchodu. Výjimkou je arabská, respektive beduínská vesnice Arab al-Aramša cca 5 kilometrů východně odtud.
Chanita je na dopravní síť napojena pomocí místní silnice číslo 8990, která pak dole v pobřežní nížině ústí ve městě Šlomi do dálnice číslo 70, jež odtud vede k jihu, k Haifě.

## Dějiny

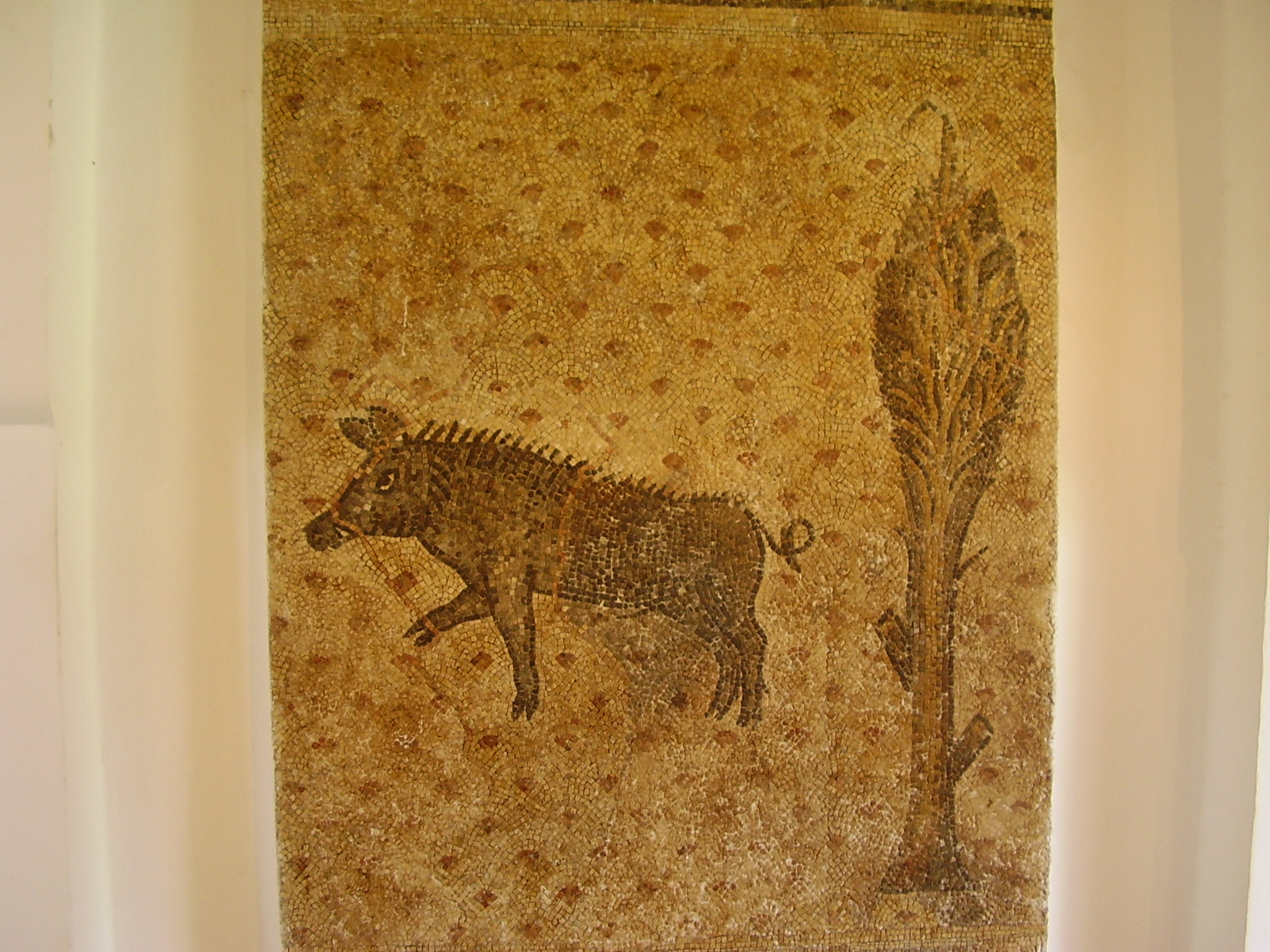
Byzantská mozaika v místním muzeu v Chanitě

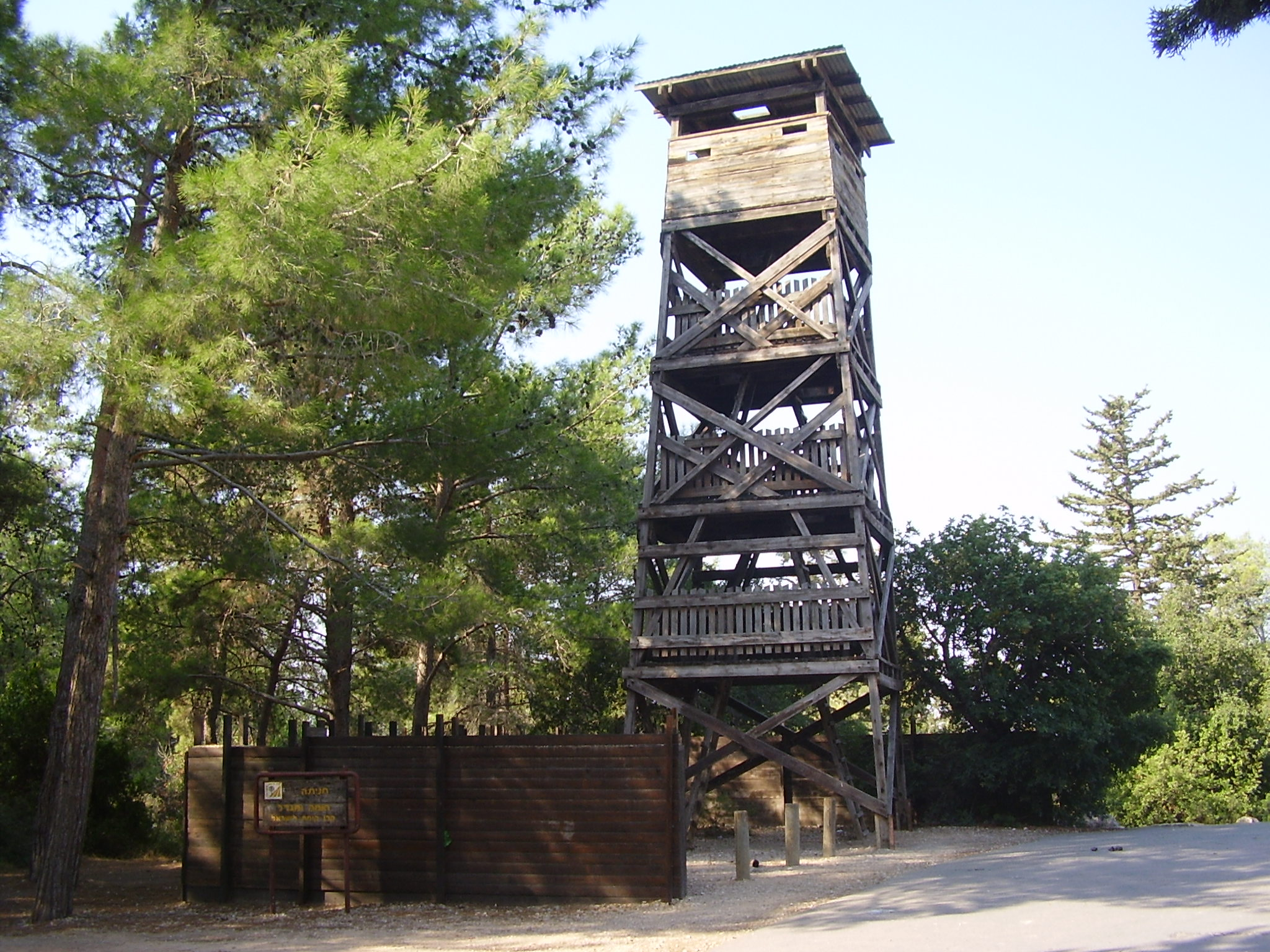
Strážní věž v původním areálu kibucu z roku 1938

Chanita byla založena 21. března 1938. Názvem navazuje na stejnojmenné židovské sídlo zmiňované v tomto regionu v Talmudu. Nynější vesnice vznikla jako opevněná osada typu Hradba a věž. Její založení bylo reakcí na zprávu Peelovy komise, která navrhla rozdělení tehdejší mandátní Palestiny na židovský a arabský stát. V některých variantách navrhovaného rozdělení se západní Galilea přidělovala arabskému státu. Židé se proto rozhodli posílit v této oblasti své demografické pozice a během jedné noci zde založili osadu Chanita, do které přišlo 400 osadníků. Celkem se na založení Chanity podílel oddíl Hagany s 600 členy. Byli tu přítomni i židovští vojenští předáci jako Jicchak Sadeh, Jigal Alon nebo Moše Dajan.
Během první noci byla Chanita napadena Araby a dva její obyvatelé byli zabiti. V prvních třech měsících padlo celkem 10 místních osadníků.
Tak například 10. května odrazili osadníci útok více než 20 Arabů, 22. května byl jeden z obyvatel Chanity zabit při arabském útoku, další dva osadníci zemřeli 8. června a 1. července byl zabit strážce osady.
V říjnu 1938 se zde trvale ubytovaly osadnické skupiny z výcvikové farmy Tel Šimron v Jizre'elském údolí. Osada se původně nacházela o něco jižněji od současného kibucu, v níže situované lokalitě. Na budování vesnice se podíleli členové mládežnického hnutí Gordonia.
Zpočátku osadníci čelili nedostatku vody. Plán OSN na rozdělení Palestiny z roku 1947 předpokládal začlenění židovských osad v západní Galileji do arabského státu. Během války za nezávislost v roce 1948 byla vesnice nejprve obléhána Araby a ovládnuta spolu s okolním regionem židovskými silami až v rámci Operace Ben Ami.

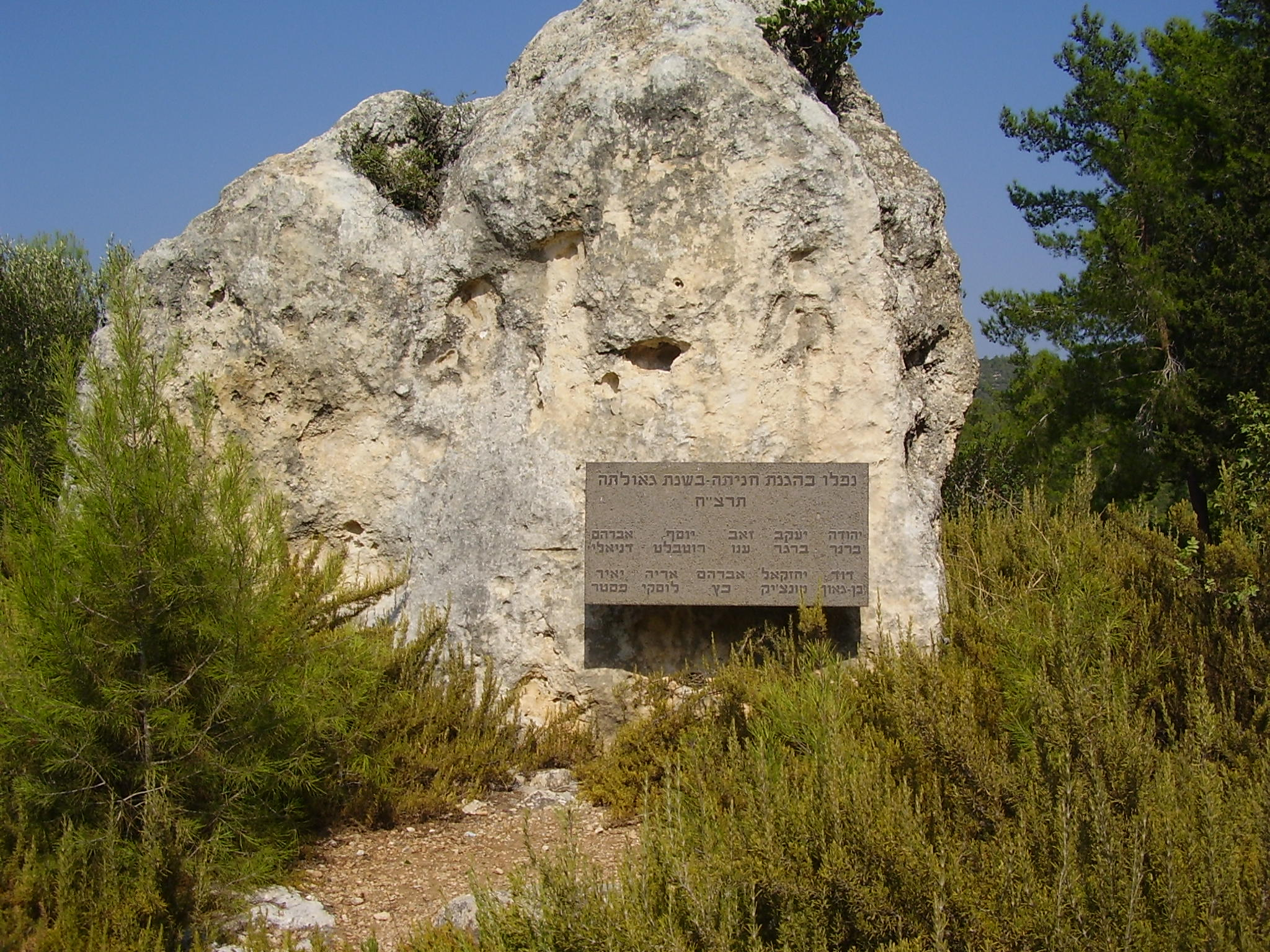
Pomník obětem válek v Chanitě

Před rokem 1949 měla Chanita 222 obyvatel a rozlohu katastrálního území 3 550 dunamů (3,55 kilometrů čtverečních). V 50. letech 20. století populací posílili členové levicového hnutí ha-Bonim Dror z řad Židů z Francie a severní Afriky.
Ekonomika kibucu je založena na zemědělství a turistickém ruchu. Funguje tu muzeum, které připomíná zakládání opevněných židovských osad ve 30. letech 20. století a starší dějiny regionu. Dále zde je v provozu hi-tech firma na výrobu kontaktních čoček.
V Chanitě fungují zařízení předškolní péče, základní škola je ve vesnici Gešer ha-Ziv. K dispozici jsou zde sportovní areály, plavecký bazén, knihovna a synagoga. Plánuje se zde stavební expanze, která má sestávat z 85 stavebních parcel (z toho 50 v první fázi).

## Demografie
Obyvatelstvo kibucu Chanita je sekulární. Podle údajů z roku 2014 tvořili naprostou většinu obyvatel v Chanitě Židé (včetně statistické kategorie "ostatní", která zahrnuje nearabské obyvatele židovského původu ale bez formální příslušnosti k židovskému náboženství).
Jde o menší sídlo vesnického typu s dlouhodobě klesají populací, která ovšem od roku 2005 vykazuje růst. K 31. prosinci 2014 zde žilo 724 lidí. Během roku 2014 populace stoupla o 6,3 %.
| Rok            | 1948 | 1961 | 1972 | 1983 | 1995 | 2001 | 2003 | 2004 | 2005 | 2006 | 2007 | 2008 | 2009 | 2010 | 2011 | 2012 | 2013 | 2014 |
| -------------- | ---- | ---- | ---- | ---- | ---- | ---- | ---- | ---- | ---- | ---- | ---- | ---- | ---- | ---- | ---- | ---- | ---- | ---- |
| Počet obyvatel | 223  | 347  | 395  | 590  | 549  | 473  | 466  | 440  | 433  | 447  | 450  | 466  | 465  | 488  | 571  | 669  | 681  | 724  |